# Catalino Claudio Giménez Medina
Catalino Claudio Giménez Medina (* 25. November 1940 in Puerto Pinasco) ist ein paraguayischer Geistlicher und emeritierter Bischof von Caacupé.

## Leben
Catalino Claudio Giménez Medina empfing am 15. Oktober 1972 das Sakrament der Priesterweihe.
Am 8. November 1991 ernannte ihn Papst Johannes Paul II. zum Titularbischof von Horaea und bestellte ihn zum Weihbischof in Asunción. Der Erzbischof von Asunción, Felipe Santiago Benítez Ávalos, spendete ihm am 22. Dezember desselben Jahres die Bischofsweihe; Mitkonsekratoren waren der Prälat von Alto Paraná, Eustaquio Pastor Cuquejo Verga CSsR, und der Bischof von Encarnación, Jorge Adolfo Carlos Livieres Banks. Am 3. Juni 1995 ernannte ihn Johannes Paul II. zum Bischof von Caacupé.
Am 29. Juni 2017 nahm Papst Franziskus das von Catalino Claudio Giménez Medina aus Altersgründen vorgebrachte Rücktrittsgesuch an.